# Соловчук Роман Іванович
Соловчук Роман Іванович (нар. 16 квітня 1949, с. Голосків, Коломийський район, Івано-Франківська область, УРСР) — 21 травня 2025, Борислав, Львівська область, Україна) — український письменник, журналіст. Член Національної спілки журналістів та Національної спілки письменників України.

## Життєпис
Народився у селі Голосків Коломийського району Івано-Франківської області України.
По закінченні 8-ми класів працював у колгоспних бригадах (тракторній, будівельній), навчався у вечірній школі. У той час розпочав писати вірші, друкуватися у районній та обласній пресі.
1967 року вступив до Львівського університету ім. І. Я. Франка на факультет журналістики, по закінченні якого 1972 року був скерований на роботу до бориславської газети «Нафтовик Борислава». Розпочав журналістську кар'єру на посаді заступника редактора. 1984 року очолив журналістський колектив газети.
Член Національної спілки журналістів і Національної спілки письменників. Удостоєний журналістської премій «Золоте перо» ім. Ярослава Галана та Золотої медалі української журналістики.

## Творчість
Брав участь у впорядкуванні та виданні літературно-мистецького збірника «Бориславський ізмарагд» (2002 р.).
1988 року розпочав роботу над історичним романом про м.Борислав періоду польського панування у 30-х роках 20-го століття (робоча назва — «Грімниця», 1992 р.). Закінчив працю 2004 року. Роман, що отримав назву «Барабський міст» вийшов друком 2005 року у Львові, у видавництві «Кобзар». 2007 року роман відзначений за участь у конкурсах в Україні та у США.
У романі змальовано зіткнення різних ідеологій та різних політичних сил у місті нафтовиків напередодні Другої світової війни.